# Шнурів Ліс
Шнурів Ліс —  село Макарівської селищної громади Бучанського району Київської області. Відстань до центру громади — 37 км, до обласного центру — 81 км. Площа населеного пункту становить 51 га. Кількість населення 23 особи.
Німецька колонія Шнурів Ліс заснована 1878 року в Ставищенському урочищі, площею 325 десятин, маєтку Варвари Федорівни княгині Гедройц.
Перші мешканці колонії, селяни і міщани: Мартин Шміт, Самуїл Шейблер, Мартин Тим, Іоганн Холовинський, Готерід Феретер, Даніїл Шидблер, Іоганн Ієсскі, Готерід Ієсскі, Август Шильберг, Юліус Дельгас, Готерід Дельгас, Готерід Розенберг, Самуїл Кін, Даніїл Кіссер, Август Адам, Петр Шеммінг, Август Беркі, Андрій Шильберк, Юст Вільгельм Герман.
Під час перепису населення 1897 року в Шнуровому Лісі було 39 дворів, мешкала 171 людина. У роки Німецько-радянської війни загинуло 24 його жителі.